# CENPS
CENPS (англ. CENPS-CORT readthrough) – білок, який кодується однойменним геном, розташованим у людей на 1-й хромосомі. Довжина поліпептидного ланцюга білка становить 138 амінокислот, а молекулярна маса — 15 893.
| 10         |  | 20         |  | 30         |  | 40         |  | 50         |
| ---------- |  | ---------- |  | ---------- |  | ---------- |  | ---------- |
| MEEEAETEEQ |  | QRFSYQQRLK |  | AAVHYTVGCL |  | CEEVALDKEM |  | QFSKQTIAAI |
| SELTFRQCEN |  | FAKDLEMFAR |  | HAKRTTINTE |  | DVKLLARRSN |  | SLLKYITDKS |
| EEIAQINLER |  | KAQKKKKSED |  | GSKNSRQPAE |  | AGVVESEN   |  |            |

A: Аланін

C: Цистеїн

D: Аспарагінова кислота

E: Глутамінова кислота

F: Фенілаланін

G: Гліцин

H: Гістидин

I: Ізолейцин

K: Лізин

L: Лейцин

M: Метіонін

N: Аспарагін

P: Пролін

Q: Глутамін

R: Аргінін

S: Серин

T: Треонін

V: Валін

Задіяний у таких біологічних процесах, як клітинний цикл, поділ клітини, пошкодження ДНК, репарація ДНК, мітоз, ацетилювання, альтернативний сплайсинг. 
Білок має сайт для зв'язування з ДНК. 
Локалізований у ядрі, хромосомах, центромерах, кінетохорі.